# Rasteau
Rasteau este o comună în departamentul Vaucluse din sud-estul Franței. În 2009 avea o populație de 781 de locuitori.

## Evoluția populației
| An        | 1975 | 1982 | 1990 | 1999 | 2006 | 2009 |
| --------- | ---- | ---- | ---- | ---- | ---- | ---- |
| Populație | 566  | 657  | 673  | 674  | 742  | 781  |